# Lý Hãn Hạo
Li Hon Ho (tiếng Trung: 李瀚灝; Việt bính: lei5 hon6 hou6, sinh ngày 14 tháng 7 năm 1986 ở Hồng Kông), là một cầu thủ bóng đá Hồng Kông hiện tại thi đấu ở vị trí thủ môn cho câu lạc bộ tại Giải bóng đá ngoại hạng Hồng Kông Tai Po.

## Sự nghiệp câu lạc bộ
Ngày 30 tháng 5 năm 2010, Li gia nhập HK Pegasus như là sự thay thế Yapp Hung Fai.
Vào tháng 6 năm 2011, Li trở lại Tai Po. Cùng với sự xuống hạng của Tai Po đến Second Division, Li gia nhập đội bóng mới lên hạng First Division Eastern ngày 2 tháng 6 năm 2013.

## Sự nghiệp quốc tế
Vì phong đội tốt của Li trong câu lạc bộ, huấn luyện viên trưởng của Đội tuyển bóng đá quốc gia Hồng Kông, Dejan Antonić và Goran Paulić, quyết định chọn anh vào đội hình chính. Anh đá với Ma Cao ngày 19 tháng 11 năm 2008 với trận ra mắt. Cho đến bây giờ, anh mới chỉ thi đấu một trận cho Hồng Kông.

## Thống kê sự nghiệp

### Sự nghiệp quốc tế
Tính đến 18 tháng 7 năm 2010,
| Ngày                 | Địa điểm                  | Đối thủ | Kết quả | Giải đấu |
| -------------------- | ------------------------- | ------- | ------- | -------- |
| 19 tháng 11 năm 2008 | Macau UST Stadium, Ma Cao | Ma Cao  | 9–1     | Giao hữu |

## Danh hiệu
- 2009: Hồng Kông Top Footballer Awards: Best Youth Player
- 2009: 2009 East Asian Games Football Event: Gold